# 枫岭头镇
枫岭头镇，是中华人民共和国江西省上饶市广信区下辖的一个乡镇级行政单位。

## 行政区划
枫岭头镇下辖以下地区：
七一三矿社区、枫岭头村、井边村、王家店村、泉塘村、丁家村、永丰村、永乐村、稠川村、坑口村和长塘村。

## 交通
- 沪昆铁路：坑口站